# Бодров, Михаил Фёдорович
Михаи́л Фёдорович Бодро́в (1903 — 1988) — советский дипломат. Чрезвычайный и полномочный посол (7 августа 1948).

## Биография
Член ВКП(б). Участник Великой Отечественной войны. Окончил Московский финансово-экономический институт (1931), 2 курса аспирантуры при Московском финансово-экономическом институте (1933) и 2 курса Экономического института красной профессуры (1937). На дипломатической работе с 1946 года.
- В 1937—1938 годах — начальник Контрольно-ревизионного управления Наркомфина СССР.
- В 1938—1946 годах — заместитель наркома финансов СССР, член Коллегии Наркомфина СССР.
- В 1946—1948 годах — советник посольства СССР в Чехословакии.
- С 6 августа 1948 по 27 января 1954 года — чрезвычайный и полномочный посол СССР в Болгарии[1].
- В 1954—1958 годах — заместитель начальника управления кадров МИД СССР.
- С 21 января 1958 по 15 октября 1964 года — чрезвычайный и полномочный посол СССР в Израиле[2]. Принимал участие в Апельсиновой сделке.
- В 1964—1965 годах — эксперт-консультант Отдела стран Ближнего Востока МИД СССР.
- В 1965—1966 годах — управляющий делами МИД СССР.
- С 24 сентября 1966 по 9 июля 1970 года — чрезвычайный и полномочный посол СССР в Кувейте[3].

С 1970 года — в отставке.

## Награды
- Орден Трудового Красного Знамени (1942).
- Орден Ленина (1944).
- Орден Знак Почёта (31 декабря 1966).
- Медаль «За оборону Москвы» (1944).
- Медаль «За доблестный труд в Великой Отечественной войне 1941—1945 гг.» (1945).
- Медаль «За победу над Германией в Великой Отечественной войне 1941—1945 гг.» (1945).
- Почётная грамота Президиума Верховного совета РСФСР (1969).